# (380607) Sharma
(380607) Sharma est un astéroïde de la ceinture principale.

## Description
(380607) Sharma est un astéroïde de la ceinture principale. Il fut découvert le 5 octobre 2004 à Vail-Jarnac par l'Observatoire Jarnac. Il présente une orbite caractérisée par un demi-grand axe de 2,64 UA, une excentricité de 0,16 et une inclinaison de 10,5° par rapport à l'écliptique.

## Compléments